# Vocologia
Con il termine vocologia s'intende la scienza dell'abilitazione vocale.

## Dettagli
Il termine circostanzia l'attività del foniatra, logopedista e del docente di canto che si occupano in modo particolare della voce professionale e artistica, così come il termine "audiologia" definisce nel dettaglio la scienza che si occupa dei disordini dell'udito.
La vocologia combina le discipline della foniatria, della laringologia e della logopedia, con discipline non propriamente mediche, quali la tecnica vocale nel canto, la dizione, e la tecnica attoriale e oratoria in generale.

## Istituti
L'insegnamento della vocologia si svolge in corsi accademicamente riconosciuti presso numerosi istituti, tra i quali:
- National Centre for Voice and Speech di Denver
- Westminster Choir College of Rider University di Princeton
- The Grabscheid Voice Center at Mount Sinai Medical Center di New York
- The Vox Humana Laboratory nel St. Luke's Roosevelt Hospital di New York
- Royal National TN&E Hospital di Londra.

## Storia
Il termine fu coniato da Ingo R. Titze, che pose l'accento sul significato di abilitazione, che non vuol essere una semplice restituzione della voce allo stato primitivo (come la riabilitazione) ma un vero e proprio potenziamento per andare incontro a richieste professionali specifiche del soggetto (canto, recitazione, tecnica oratoria).

## Recenti sviluppi in Italia
In Italia per poter esercitare la professione di vocologo occorre conseguire la laurea in medicina e chirurgia, superare l'esame statale di abilitazione alla professione di medico chirurgo e risultare iscritti a un Ordine provinciale dei Medici Chirurghi. Occorre quindi conseguire il Diploma di specializzazione in audiologia e foniatria. Occorre infine effettuare studi specifici, orientati a comprendere la musica, il canto, la dizione, la recitazione e, più in generale, la tecnica vocale. Il termine "vocologo" in Italia identifica un titolo di qualifica culturale, non solamente riferito a un medico o logopedista, bensì a un qualsiasi professionista della voce, quale il docente o didatta laureato, che abbia sostenuto il percorso di Alta Formazione post laurea o Master di I livello in vocologia artistica o clinica - Manifesto di Foniatria Artistica, F. Fussi - S. Magnani -
A partire dal 2008 anche in Italia si è incominciato a celebrare la "Giornata Nazionale della Voce", un evento internazionale, celebrato annualmente il 16 aprile, mirato a sensibilizzare l'opinione pubblica sulle problematiche legate all'utilizzo della voce e, in modo particolare, alla vocalità professionale e artistica. L'evento, che vede nei singoli centri le sedi di organizzazione di congressi scientifici e workshop, viene patrocinato dalla Società Italiana di Foniatria e Logopedia (SIFEL).
A partire dal 2013 è stato sviluppato un metodo di insegnamento della tecnica vocale, denominato "physiovoice", che mescola elementi didattici e principi logopedici, mirato a sviluppare gli atletismi, tipici della tecnica vocale, in un'ottica eufonica, priva di rischi per il performer.